# This Is the Army
This Is the Army is een Warner Bros. muziekfilm, dan wel propagandafilm, in kleur, uit 1943, met een hoofdrol voor Ronald Reagan. Zijn tegenspeelster was Joan Leslie. Er is ook een kort optreden van Irving Berlin die een van zijn eigen liedjes zingt (de film wordt ook wel aangeduid als Irving Berlin's This Is the Army), en een van bokser Joe Louis.
Regie van Michael Curtiz. De film werd genomineerd voor drie Oscars, en won er één.

## Verhaal
Tijdens de Eerste Wereldoorlog is Jerry Jones (George Murphy) een danser in een musical in het leger. Door een verwonding kan hij niet meer dansen en wordt hij producent. In de Tweede Wereldoorlog wil hij een vergelijkbare musical organiseren. Hij laat zijn zoon Johnny Jones  (Ronald Reagan) oproepen om aan de voorstelling mee te werken; deze was liever naar het front gegaan, maar doet node mee. Ook de ouwetjes doen mee.

## Rolverdeling
| Acteur              | Personage               |
| ------------------- | ----------------------- |
| George Murphy       | Jerry Jones             |
| Joan Leslie         | Eileen Dibble           |
| George Tobias       | Maxie Twardofsky        |
| Alan Hale           | Sergeant McGee          |
| Charles Butterworth | Eddie Dibble            |
| Dolores Costello    | Mevrouw Davidson        |
| Una Merkel          | Rose Dibble             |
| Stanley Ridges      | Majoor John B. Davidson |
| Rosemary DeCamp     | Ethel Jones             |
| Ruth Donnelly       | Mevrouw O'Brien         |
| Dorothy Peterson    | Mevrouw Nelson          |
| Frances Langford    | Frances Langford        |
| Gertrude Niesen     | zangeres                |
| Kate Smith          | Kate Smith              |
| Ronald Reagan       | Johnny Jones            |